# Cykloheksan
Cykloheksan – organiczny związek chemiczny, nasycony węglowodór alicykliczny zawierający sześć atomów węgla.

## Właściwości fizyczne
W temperaturze pokojowej jest to bezbarwna, łatwopalna ciecz, bardzo słabo rozpuszczająca się w wodzie. Cykloheksan jest rozpuszczalnikiem olejów, tłuszczów, wosków i żywic.

## Wytwarzanie
Cykloheksan otrzymuje się w destylacji niektórych gatunków ropy naftowej. Syntetycznie można go uzyskać przez katalityczne uwodornienie benzenu.
Znane są też dwie historyczne metody syntezy cykloheksanu. Pierwsza, opracowana przez Baeyera w 1894 roku, oparta jest na kondensacji Dieckmanna, w której substratem jest kwas pimelinowy:
Drugą metodę opracowali E. Haworth i W.H. Perkin jr. w tym samym roku i została oparta na reakcji Wurtza, w której substratem był 1,6-dibromoheksan:

## Zastosowania
Cykloheksan jest popularnym rozpuszczalnikiem apolarnym. Znajduje zastosowanie w syntezie organicznej, w reakcjach, w których nie można stosować rozpuszczalników zawierających grupy metylowe. Jest też wykorzystywany jako rozpuszczalnik w szeregu spektroskopowych metod identyfikacji związków chemicznych.
Cykloheksan stosowany jest w syntezie poliamidowych włókien sztucznych.

## Stereochemia
Czterowiązalne atomy węgla (w hybrydyzacji sp³) wymagają, by ich podstawniki tworzyły czworościan (hipoteza van 't Hoffa i Le Bella). Pierścień sześciowęglowy spełniający takie wymagania musi być niepłaski. Możliwych jest pięć różnych ułożeń atomów węgla, przy których takie czworościenne otoczenie jest zachowane.
Najstabilniejszą, trwałą w temperaturze pokojowej konformacją pierścienia cykloheksanowego jest konformacja krzesłowa. W temperaturze pokojowej istnieje stan równowagi między dwoma konformacjami krzesłowymi, które są lustrzanymi odbiciami. W procesie przejścia jednego krzesła w drugie (tzw. inwersji pierścienia) stanami przejściowymi są pozostałe konformacje cykloheksanu (również niepłaskie): pół-krzesła, skręconej łódki, i łódki.

Konformacje pierścienia cykloheksanu w zależności od energii (oś pionowa), A – krzesło, B – skręcona łódka, C – łódka, D – pół-krzesło

Wprowadzenie podstawników do pierścienia cykloheksanu może w znacznym stopniu zaburzyć geometrię pierścienia i szybkość przekształceń konformacyjnych.

### Nierównocenność atomów wodoru w cykloheksanie

Konformacja krzesłowa cykloheksanu z oznaczeniem aksjalnych atomów wodoru (czerwone) i ekwatorialnych (niebieskie)

Atomy wodoru w cykloheksanie nie są równocenne. W cząsteczce tej można wyróżnić dwie grupy wodorów, różniące się istotnie właściwościami – tak reaktywnością, jak i właściwościami spektroskopowymi. Atomy aksjalne, połączone są ze szkieletem węglowym wiązaniami równoległymi do sześciokrotnej osi symetrii cząsteczki. Pozostałe nazywane są ekwatorialnymi.
Konsekwencją nierównocenności atomów wodoru w cykloheksanie jest izomeria geometryczna tzw. aksjalno-ekwatorialna jego pochodnych.